# 47è Festival Internacional de Cinema de Berlín
El 47è Festival Internacional de Cinema de Berlín va tenir lloc entre el 13 i el 24 de febrer de 1997. L'Os d'Or fou atorgat a la pel·lícula canadenco-estatunidenca The People vs. Larry Flynt dirigida per Miloš Forman. Al festival es va mostrar una retrospectiva dedicada al director austríac Georg Wilhelm Pabst.

## Jurat

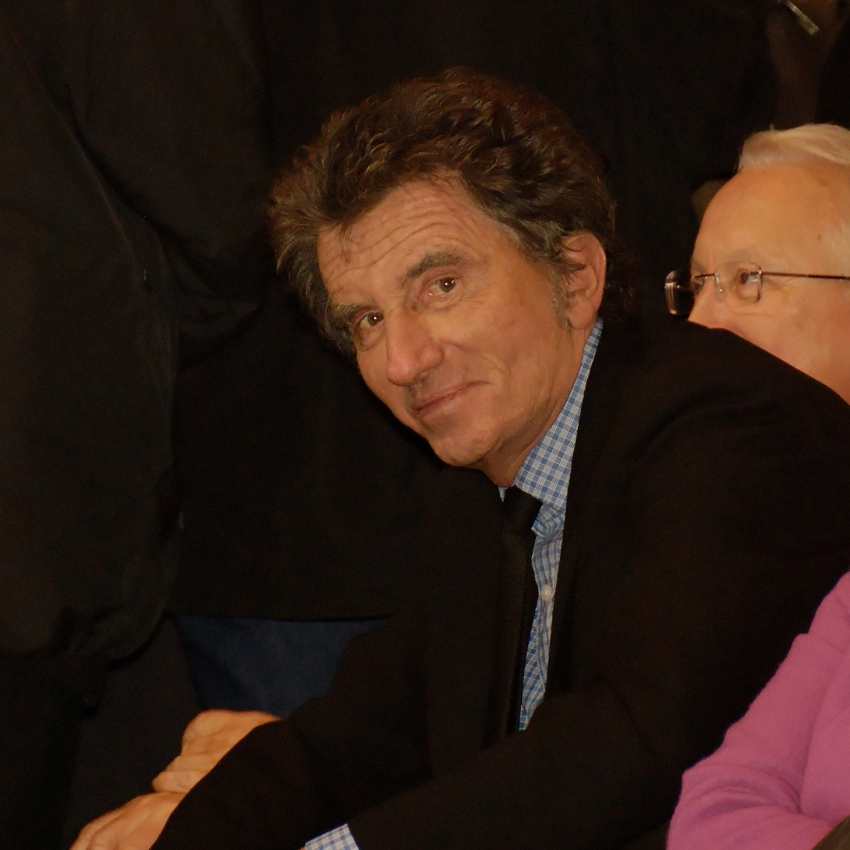
Jack Lang, president del jurat

Les següents persones foren nomenades com a membres del jurat:
- Jack Lang (president del jurat)
- Hark Bohm
- Férid Boughedir
- Maggie Cheung
- Fred Gronich
- David Hare
- Per Holst
- Boleslaw Michalek
- Humberto Solás
- Marianne Sägebrecht
- Ning Ying

## Pel·lícules en competició
Les següents pel·lícules van competir per l'Os d'Or i per l'Os de Plata:
| Títol original                     | Director(s)          | País                                 |
| ---------------------------------- | -------------------- | ------------------------------------ |
| The Crucible                       | Nicholas Hytner      | Estats Units                         |
| The English Patient                | Anthony Minghella    | Estats Units                         |
| Get on the Bus                     | Spike Lee            | Estats Units                         |
| Généalogies d'un crime             | Raúl Ruiz            | França, Portugal                     |
| He liu                             | Tsai Ming-liang      | Taiwan                               |
| In Love and War                    | Richard Attenborough | Estats Units                         |
| Øen i Fuglegaden                   | Søren Kragh-Jacobsen | Dinamarca, Regne Unit, Alemanya      |
| Das Leben ist eine Baustelle       | Wolfgang Becker      | Alemanya                             |
| Leneged Einayim Ma'araviyot        | Joseph Pitchhadze    | Israel                               |
| Lucie Aubrac                       | Claude Berri         | França                               |
| Mai fu                             | Huang Jianxin        | R.P. de la Xina                      |
| O Que É Isso, Companheiro?         | Bruno Barreto        | Brasil, Estats Units                 |
| Panna Nikt                         | Andrzej Wajda        | Polònia                              |
| The People vs. Larry Flynt         | Miloš Forman         | Canadà, Estats Units                 |
| Port Djema                         | Eric Heumann         | França, Itàlia, Grècia               |
| Romeo + Juliet                     | Baz Luhrmann         | Estats Units                         |
| Rosewood                           | John Singleton       | Estats Units                         |
| Se qing nan nu                     | Tung-Shing Yee       | Hong Kong                            |
| Secretos del corazón               | Montxo Armendáriz    | França, Portugal, Espanya            |
| Setouchi munraito serenade         | Masahiro Shinoda     | Japó                                 |
| Froken Smillas fornemmelse per sne | Bille August         | Dinamarca, Alemanya, Suècia          |
| Territorio comanche                | Gerardo Herrero      | Espanya, França, Alemanya, Argentina |
| Tri istorii                        | Kira Muratova        | Rússia, Ucraïna                      |
| Twin Town                          | Kevin Allen          | Regne Unit                           |
| Wo ai chu fang                     | Yim Ho               | Hong Kong, Japó                      |

## Premis

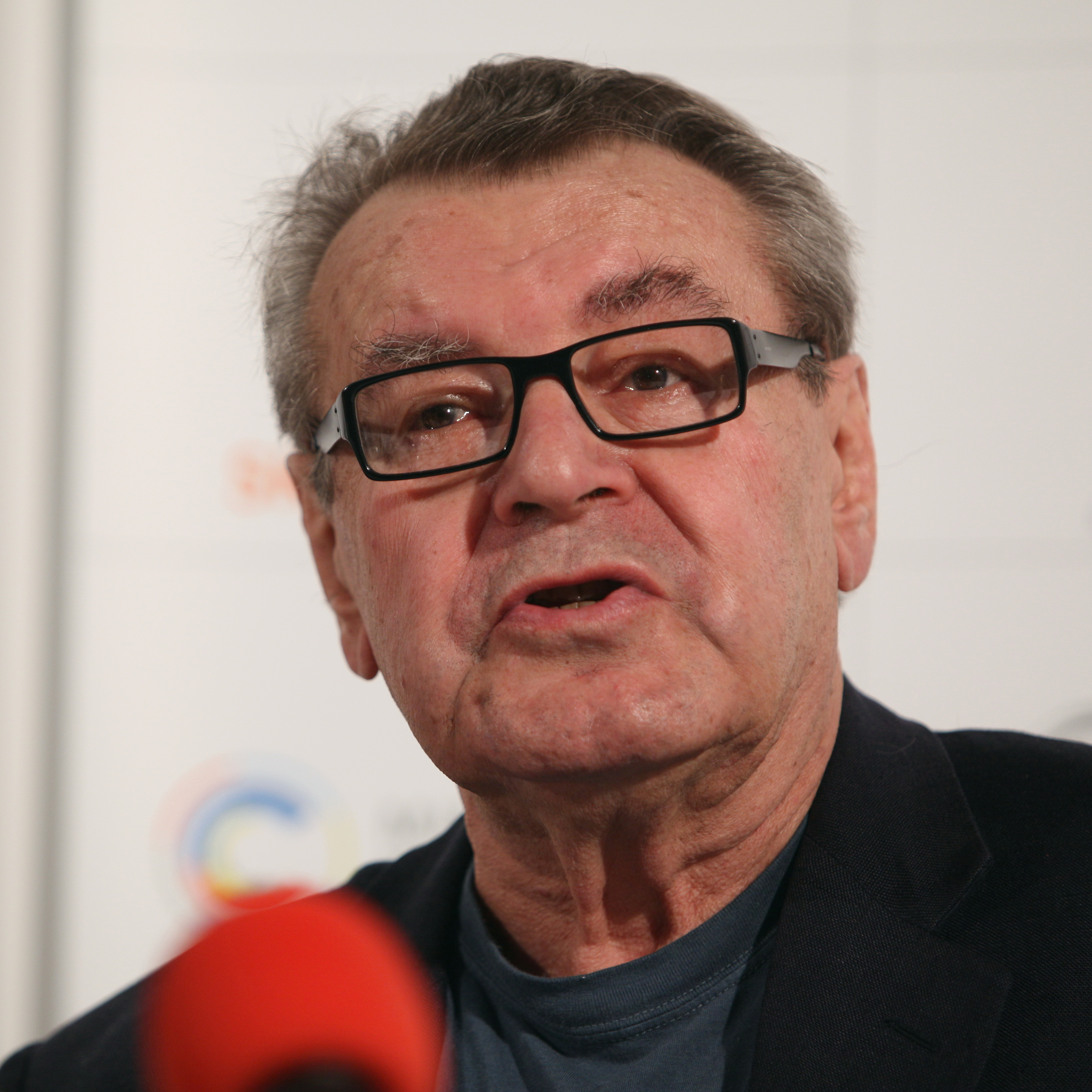
Miloš Forman, guanyador de l'Os d'Or al festival

El jurat va atorgar els següents premis:
- Os d'Or: The People vs. Larry Flynt de Miloš Forman
- Os de Plata - Premi Especial del Jurat: He liu de Tsai Ming-liang
- Os de Plata a la millor direcció: Eric Heumann per Port Djema
- Os de Plata a la millor interpretació femenina: Juliette Binoche per The English Patient
- Os de Plata a la millor interpretació masculina: Leonardo DiCaprio per Romeo + Juliet
- Os de Plata per un èxit únic excepcional: Zbigniew Preisner per Øen i Fuglegaden
- Os de Plata per una contribució artística excepcional: Raúl Ruiz per Généalogies d'un crime
- Premi Alfred Bauer: Romeo + Juliet
- Menció Honorífica:
  - Jordan Kiziuk per Øen i Fuglegaden
  - Das Leben ist eine Baustelle de Wolfgang Becker
  - Anna Wielgucka per Panna Nikt
  - Get on the Bus de Spike Lee
- Premi Blaue Engel: Secretos del corazón de Montxo Armendáriz
- Os d'Or honorífic: Kim Novak
- Berlinale Camera:
  - Lauren Bacall
  - Ann Hui
  - Armin Mueller-Stahl
  - Franz Seitz